# MOVE IT! Filmfestival für Menschenrechte und Entwicklung
Das MOVE IT! Filmfestival für Menschenrechte ist ein Dokumentarfilmfestival, welches jährlich im November in Dresden stattfindet und sich auf menschenrechtliche und umweltpolitische Themen konzentriert. Veranstaltet wird es durch den Trägerverein Akifra e.V. (Aktionsgemeinschaft für Kinder- und Frauenrechte), einem gemeinnützigen Verein mit Sitz in Dresden. Das Festival zeigt üblicherweise an sieben Tagen aktuelle nationale und internationale Dokumentar- und Spielfilme mit Bezug zu menschenrechts- und umweltpolitischen Themen. Umrahmt werden die Filmvorstellungen nicht nur durch Filmgespräche mit Regisseuren, Produzenten, Aktivisten und Experten, sondern auch durch Konzerte, Workshops, Podiumsdisskusionen und andere Veranstaltungsformate.
Für seine Arbeit in der Bildung für nachhaltige Entwicklung sind die beiden Projekte MOVE IT! Filmfestival und MOVE IT! YOUNG Jugendfilmprogramm mit dem Preis der Lokalen Agenda 21 für Dresden e. V. 2016 ausgezeichnet worden.

## Geschichte
Das Festival wurde 2004 vom Akifra e.V. ins Leben gerufen und fand 2005 erstmals unter dem Namen "Frauenfilmtage" statt. In den folgenden Jahren entwickelte es sich weiter und wurde zu einem der größten entwicklungspolitischen Filmfestivals in Ostdeutschland. Seit 2020 ist das MOVE IT! Filmfestival Mitglied im internationalen Human Rights Film Network, einem Zusammenschluss von über 50 Menschenrechtsfilmfestivals weltweit.

### Trägerverein Akifra e.V.
Der Akifra e.V. (Aktionsgemeinschaft für Kinder- und Frauenrechte) wurde 2002 gegründet und setzt sich für die Förderung von Kinder- und Frauenrechten ein. Neben der Organisation des MOVE IT! Filmfestivals initiiert der Verein weitere Projekte, die auf die Sensibilisierung für Menschenrechtsthemen und die Unterstützung von Bildungsmaßnahmen abzielen.

### Zielsetzung und Programm
Das Filmfestival versteht sich sowohl als kulturelles Ereignis als auch als Bildungsmaßnahme. Es präsentiert internationale Filmproduktionen, die auf weltweite Menschenrechtsverletzungen aufmerksam machen und Themen wie Globalisierung, Nachhaltigkeit und soziale Gerechtigkeit behandeln. Neben Filmvorführungen umfasst das Programm auch Zusatzformate wie Konzerte, Podiumsdiskussionen und Workshops, die den interkulturellen Dialog fördern und zur Reflexion anregen.

## Filmpreis
Seit 2015 wird der MOVE IT! Filmpreis für Menschenrechte verliehen. Dieser wird durch die Sächsische Staatskanzlei gestiftet und ist mit 5.000 Euro dotiert.
Der Preis würdigt herausragende filmische Leistungen und das Engagement von Filmschaffenden, die in ihren Werken auf Menschenrechtsverletzungen aufmerksam machen.
Zusätzlich wird im Rahmen des Jugendfilmprogramms MOVE IT! YOUNG ein Nachwuchspreis vergeben, bei dem der Preisträgerfilm durch die Jugendjury ausgewählt wird.

### Ehemahlige Preisträger
- 2015: GOD IS NOT WORKING ON SUNDAY – Leona Goldstein[10]
- 2016: STARLESS DREAMS - Mehrdad Oskouei[11]
- 2017: WELCOME TO REFUGEESTAN – Anne Poiret[12]
- 2018: MUHI – GENERALLY TEMPORARY – Rina Castellnuovo-Hollander, Tamir Eltermann[13]
- 2019: ISLAND OF THE HUNGRY GHOSTS – Gabrielle Brandy[14]
- 2020: BALOLÉ – Chloé Boro[15]
- 2021: NOTHING BUT THE SUN – Arami Ullòn[16]
- 2022: LUCHADORAS – Paola Calvo, Patrick Jasim[17]
- 2023: SIEBEN WINTER IN TEHERAN - Steffi Niederzoll[18]
- 2024: MY STOLEN PLANET - Fahranaz Sharifi[19]

## MOVE IT! YOUNG
MOVE IT! YOUNG ist das Jugendfilmprogramm des Festivals und richtet sich gezielt an Kinder und Jugendliche in Sachsen. Es bietet Projekttage für Schulen, Sommercamps, einen Nachwuchswettbewerb und die Möglichkeit zur Teilnahme an einer Jugendjury. Ziel ist es, jungen Menschen durch Filme und begleitende Angebote ein tieferes Verständnis für Menschenrechte und globale Zusammenhänge zu vermitteln.

### Nachwuchswettbewerb
Bei dem MOVE IT! YOUNG Nachwuchswettbewerb haben junge Nachwuchsfilmer bis 21 Jahre die Gelegenheit, einen eigenen Film beim MOVE IT! Filmfestival für Menschenrechte zu zeigen und damit den Nachwuchspreis zu gewinnen. Der Gewinnerfilm wird durch ein Publikumsvoting bestimmt. Der MOVE IT! YOUNG Nachwuchswettbewerb wird in Kooperation mit dem Kinder- und Jugendbüro Dresden durchgeführt.
Die MOVE IT! YOUNG Jugendjury wählt für das Jugendfilmprogramm des kommenden MOVE IT! Filmfestivals Kurzfilme für den MOVE IT! Young Nachwuchswettbewerb aus. Die Jugendjury verkündet zudem zur MOVE IT! YOUNG Preisverleihung den Gewinner des Nachwuchswettbewerbs.

## Sonderprogramme und Initiativen
In jedem Festivaljahr wird neben den Filmvorführungen eine Vielzahl von Sonderprogrammen angeboten. Ziel ist es, die gesellschaftlich relevanten Themen über das Festival hinaus einem breiteren Publikum zugänglich zu machen und einen nachhaltigen Dialog zu fördern.
Anlässlich des 20-jährigen Jubiläums des Festivals wurde 2024 in Kooperation mit Coloradio erstmals die MOVE IT! ON AIR Radioshow produziert. Die Sendung bot eine Plattform für vertiefende Diskussionen mit Filmschaffenden, Aktivisten und Experten zu den Festivalthemen und wurde über den lokalen Radiosender sowie Online-Plattformen ausgestrahlt. Als Gäste wurden Vertreter von Recherche Nord, einem unabhängigen Medienprojekt, das sich auf militanten, organisierten Neonazismus spezialisiert hat und eine sächsische Initiative, die aktiv gegen Rechtsextremismus arbeitet eingeladen.
Ein weiteres Highlight sind Workshops. So wurde beispielsweise im Jahr 2024 der Workshop "Fit gegen Fake-News"durchgeführt. Dieser zielte darauf ab, insbesondere junge Menschen für den kritischen Umgang mit Informationen zu sensibilisieren.